# Henry Kaufmann (Musiker)
Henry Kaufmann (* 27. April 1921 in Lugau; † 17. April 2010 in Berlin) war ein deutscher Musiker und Komponist.

## Leben
Kaufmann wuchs in einem musikalischen Elternhaus auf. Schon in jungen Jahren bekam er Klavier-, Gitarren- sowie Klarinettenunterricht. 1936 nahm er ein Studium der Fächer Klavier, Klarinette und Komposition in Chemnitz auf.
Seit 1950 komponierte Kaufmann für den Rundfunk der DDR zahlreiche Kindermelodien. Als Musikredakteur arbeitete er beim  Berliner Rundfunk und leitete später die Redaktion „Kinder- und Jugendmusik“ beim Deutschlandsender.
Ab 1964 war er freischaffend als Komponist tätig. Er arbeitete als Musikerzieher und Orchesterleiter. Für den Verlag Lied der Zeit arbeitete er zeitweilig als Lektor.

## Werke
- Kinderoper „Fax und der Sandmann“ (UA 1968 am Stadttheater Gera)
- Musical „Das Nachtigallenfest“ (1970 Theater Bernburg)
- Musical für Kinder „Des Kaisers neue Schneider“ (1974 Bernburg)
- Musikalisches Märchen „Die Zauberburg“ (1975 Bernburg)
- Musikalisches Lustspiel „So ein Theater“ (1978 Bernburg)
- Kinderballett „Reineke Fuchs“ 1978
- Filmmusik „Rote Bergsteiger“ (Fernsehserie in 13 Folgen)
- Musik zu zahlreichen Märchen-, Kinder-, Trick- und Dokumentarfilmen (u. a. „Schmutzmoritz“, über 50 Filme der Serie „Jan und Tini“); er schrieb Musik für Abendgrüße, viele Kinder- und Jugendfernsehproduktionen (u. a. die Fernsehreihe „Treff mit Petra“) sowie zu Fernsehspielen und Fernsehfilmen (1989 „Der Rest, der bleibt“ mit Annekathrin Bürger und 1992 „Scheusal“ u. a. mit Walfriede Schmitt)
- Chansons und Lieder, kleinere Musikstücke, Titel für das Eugen-Cicero-Trio
- Orchestersuiten
- Schulmusiken (Literatur für kleine Pianisten, Gitarrenschule u. a.)
- Herausgeber und Bearbeiter verschiedener Liederbücher
- Erzgebirgslieder (nach eigenen Texten in Mundart)
- Auftaktlied zum bundesweiten Aktionstag der Chorjugend im DSB